# 윌리엄 베레스포드
윌리엄 카 베레스포드(William Carr Beresford, 1768년 10월 2일~1854년 1월 8일)는 영국과 포르투갈 왕국에서 복무했던 군인이다. 1785년부터 영국 육군에서 복무했던 베레스포드는 프랑스 혁명 전쟁의 여러 전쟁에 참여했다. 1803년 나폴레옹 전쟁이 발발한 이후 베레스포드는 영국의 라플라타 원정에 참여했으나 이 원정은 영국군의 실패로 끝났다. 이후 1807년 포르투갈 왕실의 브라질 이동 이후, 포르투갈 왕실은 1809년 3월 7일 칙령을 공표해 베레스포드를 포르투갈 육군의 원수로 임명했다. 베레스포드는 이후 아서 웰즐리 휘하에 들어가 반도 전쟁과 프랑스 전역의 여러 전투에서 승리했다.
1815년 나폴레옹 전쟁이 종식된 이후, 베레스포드는 포르투갈 내 자신의 입지를 활용해 포르투갈 정치에서 영향력을 행사하려고 했으나 섭정왕 조지와 충돌했다. 베레스포드는 이에 포르투갈 왕실이 있는 리우데자네이루로 이동해서 포르투갈 왕실에서 활동하려고 했다. 그러나 1820년 자유주의 혁명으로 인해 포르투갈에 있던 영국 군인들과 정치인들이 본국으로 되돌아갔고, 포르투갈 국왕 주앙 4세도 베레스포드를 보호할 수 없었다.
베레스포드는 1821년 저지섬 총독이 되었고, 1854년 사망할 때까지 이 작위를 유지했다. 그의 사망 이후 저지섬 총독 작위는 사실상 해체되고, 저지섬의 정치수반은 저지섬 부총독이 맡고 있다. 

## 같이 보기
- 아서 웰즐리
- 다비드 헨드리크 샤세